# 眠狂四郎炎情剣
『眠狂四郎炎情剣』（ねむりきょうしろうえんじょうけん）は、1965年公開の日本映画。三隅研次監督、市川雷蔵主演による時代劇シリーズ第5弾。

## 配役
以下の出演者名と役名はKINENOTEに従った。
- 市川雷蔵 - 眠狂四郎
- 中村玉緒 - 檜垣ぬい
- 姿美千子 - かよ
- 中原早苗 - おりょう
- 西村晃 - 鳴海屋太兵衛
- 島田竜三 - 藤堂高敦
- 水原浩一 - 佐治兵衛
- 小桜純子 - 小笹
- 安部徹 - 跡部将監
- 伊達三郎 - 貝塚紋之助
- 上野山功一 - 加倉井耀蔵
- 守田学 - 伝吉

## スタッフ
- 美術 : 内藤昭
- 編集 : 菅沼完二

## 併映作品
- 『ごろつき犬』